# Mainila-Zwischenfall

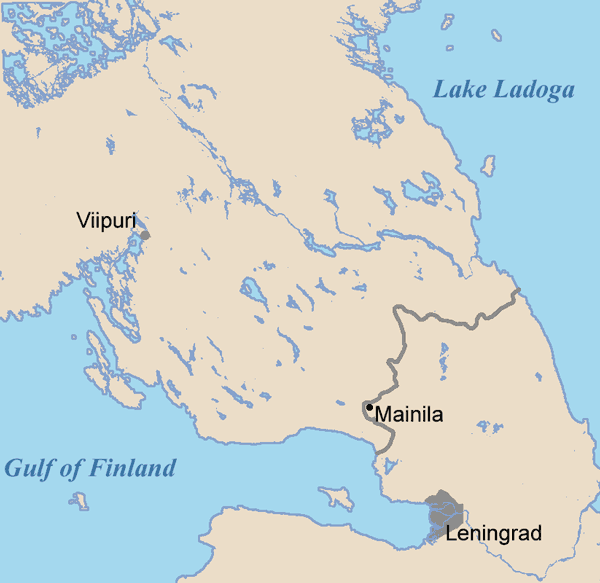
Karte mit Vorkriegs-Grenze

Der Mainila-Zwischenfall war ein von der Roten Armee unter falscher Flagge vorgetäuschter finnischer Überfall auf ein sowjetisches Dorf und der Casus Belli für den sowjetisch-finnischen Winterkrieg.
Am 26. November 1939 beschoss die Artillerie der Roten Armee den sowjetischen Grenzort Mainila (russisch Майнило), wobei vier Soldaten auf sowjetischer Seite getötet worden sein sollen. Außerdem forderten sie den sofortigen Abzug der finnischen Truppen von der Grenze. Die Sowjetunion kündigte am 28. November den bestehenden Nichtangriffspakt von 1932, brach am 29. November 1939 die diplomatischen Beziehungen zu Finnland ab und erklärte Finnland einen Tag später den Krieg. Finnischen Untersuchungen zufolge soll jedoch die sowjetische Artillerie selbst die sieben Granaten auf die Ortschaft Mainila abgefeuert haben.